# PGC 73195
LEDA/PGC 73195  ist eine Spiralgalaxie vom Hubble-Typ Sc im Sternbild Andromeda am Nordsternhimmel. Sie ist schätzungsweise 235 Millionen Lichtjahre von der Milchstraße entfernt.
Das Objekt ist Mitglied der Galaxiengruppe WBL 729, einer Gruppe von gravitativ aneinander gebundenen Galaxien mit einer durchschnittlichen Radialgeschwindigkeit von etwa 5020 km/s. Dieser Gruppe gehören außerdem noch PGC 2, PGC 18, PGC 676 und IC 1525 an.